# Сульфид стронция

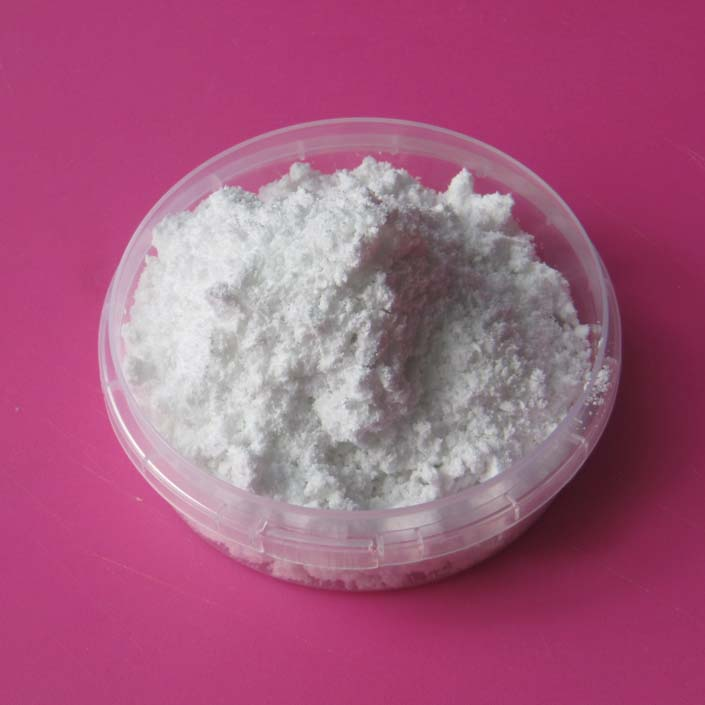
Сульфид стронция

Сульфи́д стро́нция — бинарное неорганическое соединение стронция и серы с формулой SrS, бесцветное кристаллическое вещество нерастворимое в воде. 

## Получение
- Самым удобным лабораторным способом получения SrS приемлемой для большинства задач чистоты является обменная реакция между водорастворимыми солями стронция и сульфидами щелочных металлов, взятыми в эквимолекулярных количествах. Например:

Sr(NO3)2 + Na2S → SrS↓ + 2NaNO3
Реакция осуществляется путём простого сливания сильно охлаждённых растворов обоих реагентов. При этом концентрации исходных растворов подбирают таким образом, чтобы концентрация побочного продукта реакции (в данном примере это NaNO3) в маточном растворе не превысила порога насыщения, и он оставался полностью растворённым.
Выпавший белый мелкокристаллический осадок сульфида стронция отфильтровывают на предварительно сильно охлаждённой воронке Бюхнера, после чего быстро промывают небольшими порциями ледяной воды, а иногда дополнительно и холодным спиртом (для ускоренного обезвоживания; при этом выход продукта немного снижается). Высушивать продукт удобно над хлоридом кальция (или другими осушающими агентами, хорошо поглощающими водяные и спиртовые пары́) в небольшом эксикаторе, помещённом в холодильник. Однако в тех случаях, когда небольшие примеси карбоната и гидроксида для дальнейшего использования не существенны, продукт может быть успешно высушен на воздухе в плотной массе между листами фильтровальной бумаги при температуре не выше комнатной.
Если критически важно, чтобы в продукте не было примеси карбоната, принимают дополнительные меры для очистки исходных веществ, а также для изоляции реагентов и целевого продукта от атмосферной углекислоты на всех стадиях процесса.
- Иногда (особенно, при повышенных требованиях к чистоте продукта по карбонату) сульфид стронция удобнее получать, медленно пропуская сероводород (в небольшом избытке от стехиометрического количества) в хорошо охлаждаемую водную суспензию гидроксида стронция с последующим отделением осадка на охлаждаемом фильтре и его сушкой  в атмосфере азота или аргона:

Sr(OH)2 + H2S → SrS + 2H2O.
Модификацией этого способа является двухстадийный процесс, при котором исходный гидроксид стронция делится на две равные порции. Первая насыщается избытком сероводорода с образованием гидросульфида стронция, а затем прибавляется ко второй при интенсивном перемешивании:
Sr(OH)2 + 2H2S → Sr(SH)2 + 2H2O;
Sr(SH)2 + Sr(OH)2 → 2SrS + 2H2O.
- В промышленных масштабах технический сульфид стронция проще и дешевле всего производится прокаливанием его сульфата с высокоуглеродистыми материалами (углём, коксом и т.п.):

SrSO4 + 2С → SrS + 2CO2
Продукт, полученный таким способом из-за примеси углерода имеет сероватый оттенок, но вполне пригоден для переработки в другие соединения стронция и для некоторых технических нужд.
Если желают получить более качественный продукт, пригодный, например, для производства люминофоров, вместо вышеупомянутых восстановителей используют точно рассчитанное количество крахмала (из которого при подъёме температуры образуется чистый углерод), смешанного с небольшим количеством серы.
- Истинным восстанавливающим агентом в реакции сульфата стронция с углеродистыми материалами является монооксид углерода, который в этих условиях легко образуется из диоксида, и вновь в него превращается после окисления сульфатом. Поэтому процесс может быть реализован и без прямого смешения реагентов с применением замкнутого газооборотного цикла:

SrSO4 + 4CO → SrS + 4CO2;
CO2 + C → 2CO
Такой процесс также позволяет получать довольно чистый продукт, но требует значительных усложнений оборудования и увеличением энергозатрат, что не даёт ему существенных преимуществ перед выше упомянутыми методами.
- Там, где это технологически целесообразно, белый продукт можно получить заменив твёрдые углеродистые восстановители элементным водородом, к которому для подавления побочных реакций добавляют некоторое количество сероводорода:

SrSO4 + 4H2 → SrS + 4H2O
- Сульфид стронция может быть также получен пропусканием избытка сероводорода над нагретым до красного каления карбонатом стронция:

SrCO3 + H2S ⇄ SrS + CO2 + H2O
Продукт обычно имеет небольшую примесь исходного карбоната, полное элиминирование которого требует значительного дополнительного времени и энергозатрат. Другой возможной примесью являются полисульфиды стронция, от которых можно избавиться прокаливанием продукта в токе водорода, что, конечно же, усложняет процесс.
- При наличии особых требований к содержанию примесей в продукте, сульфид стронция может быть получен пропусканием паров серы над расплавом металлического стронция при температуре около 800°C:

Sr + S → SrS
Реакция эта экзотермична. Поэтому при её проведении приходится принимать меры для отвода из реакционной зоны избыточного тепла и поддержания в ней оптимальной температуры.

## Физические свойства
Сульфид стронция образует бесцветные кристаллы кубической сингонии пространственной группы F m3m с параметрами ячейки a = 0,60062 нм, Z = 4 (упаковка типа NaCl).

## Химические свойства
- Разлагается при нагревании:

{\displaystyle {\mathsf {SrS\ {\xrightarrow {>2000^{o}C}}\ Sr+S}}}
- Реагирует с водой:

{\displaystyle {\mathsf {SrS+H_{2}O\ {\xrightarrow {100^{o}C}}\ Sr(OH)_{2}\downarrow +H_{2}S\uparrow }}}
- Реагирует с кислотами:

{\displaystyle {\mathsf {SrS+2\ HCl\ {\xrightarrow {\ }}\ SrCl_{2}+H_{2}S\uparrow }}}
- Окисляется кислородом:

{\displaystyle {\mathsf {SrS+2\ O_{2}\ {\xrightarrow {\ }}\ SrSO_{4}}}}